# LKM Ns 2
Die Ns 2 waren schmalspurige Diesellokomotiven für Werk- und Feldbahnen. Die Lokomotiven wurden im Lokomotivbau Karl Marx Babelsberg (LKM) für Spurweiten von 485 bis 760 mm gebaut.

## Versionen

### Ns 2
Nach dem Zweiten Weltkrieg waren viele Städte stark zerstört und die Industrie noch dazu mit Reparationsforderungen beschäftigt. Es gab zudem einen großen Bedarf an schmalspurigen Industrielokomotiven für Feldbahnen, die hauptsächlich der Trümmerbeseitigung und dem Wiederaufbau der Industrie und der Städte dienten. Der damals noch zum VVB LOWA gehörende VEB Lokomotivbau Karl Marx stellte ein Typenprogramm mit vier Leistungsklassen (15, 30, 60 und 90 PS) für Schmal- und Regelspur zusammen, welches die dringendsten Löcher stopfen sollte. Als erste Lokomotive dieses Programmes stellte LKM 1950 auf der Leipziger Frühjahrsmesse den Typ Ns 2 vor. Diese Lokomotive hat einen 30 PS (22 kW) starken Dieselmotor vom Typ 16 V 2, der auch im IFA-Traktor „Aktivist“ Verwendung fand. Er treibt über ein Zweigang-Getriebe mit zwei Lamellen-Trockenkupplungen und über zwei Rollenkettengetriebe mit Rollenketten die beiden Achsen an. Die Lokomotive besitzt keine elektrische Anlage und ist für Spurweiten von 500 bis 760 mm ausgelegt. Sie wurde von 1950 bis 1951 gebaut.

### Ns 2 f
Das Personal war mit der Ns 2 unzufrieden, weil die Lamellen-Trockenkupplungen schnell verschlissen und die Antriebskette ständig nachgespannt werden musste. Außerdem war die Höchstgeschwindigkeit mit 8 km/h recht knapp bemessen. Aus diesem Grund entwickelte LKM die Ns 2 f und stellte die Lok mit der Fabriknummer 48318 im Jahre 1952 auf der Leipziger Messe vor (siehe Foto oben rechts). Im Gegensatz zur Ns 2 werden die Achsen über Kuppelstangen angetrieben. Das Getriebe erhielt für die ersten beiden Gänge Lamellen-Nasskupplungen und einen dritten Gang mit einer Lamellen-Trockenkupplung für Geschwindigkeiten bis 14 km/h. Die Lokomotiven wurden mit dem wassergekühlten Motor 16 V 2 ausgerüstet. Als es für diesen Motor keine Ersatzteile mehr gab, wurden luftgekühlte Motoren vom Typ EM 2-15 (spätere Bezeichnung: 2 KVD 14.5 SRW) und ähnliche Typen eingebaut. Die Lokomotive besitzt eine elektrische Anlage und ist für Spurweiten von 485 bis 630 mm ausgelegt. Von 1952 bis 1959 wurden 550 Exemplare gefertigt. Sie war eine der am weitesten verbreiteten Feldbahnlokomotiven in der DDR.

### Ns 2 k
Für Spurweiten über 630 mm (600–760 mm) baute LKM 1955 und 1956 insgesamt drei Lokomotiven vom Typ Ns 2 k. Sie besitzt im Unterschied zur Ns 2 f einen breiteren Rahmen. Auf Grund der geringen Anzahl an produzierten Lokomotiven wurden mindestens zwei Ns 2 f von den jeweiligen Betrieben auf 750 mm Spurweite selbst umgespurt. Von den bei LKM gebauten Lokomotiven sind zwei Exemplare erhalten.

### Ns 2 h
Mit der Ns 2 h setzte man das um, was besonders für den Export gefordert war. Das heißt, dass die Lokomotive für Spurweiten von 600 bis 760 mm ausgelegt war und eine (auf Wunsch beheizbare) Fahrerkabine besaß. Der Rahmen war länger und breiter als der der Ns 2 f und die Aufbauten waren eckig ausgeführt. Es wurden von 1952 bis 1959 197 Exemplare gebaut.

### Ns 2 a bis Ns 2 e
Die Typen Ns 2 a bis Ns 2 e waren Unterbaureihen der Ns 2:
- Ns 2 a, Baujahr 1951, Spurweite 485–610 mm, ohne elektrische Anlage
- Ns 2 b, Baujahr 1951, Spurweite 750–910 mm, ohne elektrische Anlage
- Ns 2 c, Baujahr 1952, Spurweite 750–910 mm, mit elektrischer Anlage
- Ns 2 d, Baujahr 1951, Spurweite 600–760 mm, mit elektrischer Anlage
- Ns 2 e, Baujahre 1951–1952, Spurweite 485–610 mm, mit elektrischer Anlage

Mit der Ns 2 wurden insgesamt 509 Exemplare gebaut.

### Nsg 2

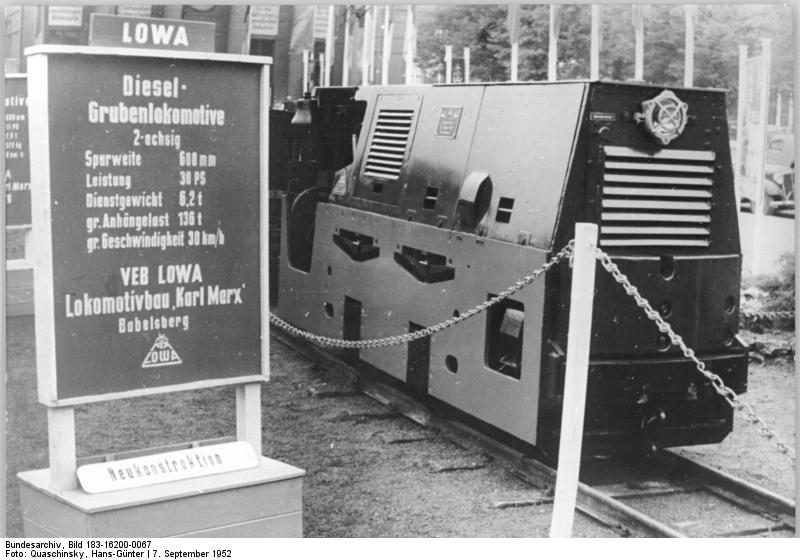
LKM Ns 2g

Für den Einsatz im Bergbau entwickelte LKM 1951 die Nsg 2. Der erste Prototyp war noch mit dem Motor EM 2-15 ausgerüstet, der auch im IFA-Traktor RS30 zum Einsatz kam. Da sich dieser jedoch nicht für den Untertagebetrieb eignete, baute man ab 1952 einen Motor vom Typ EM 2-25 ein, dieser wurde mit Druckluft gestartet. Bis 1954 wurden ca. 48 Exemplare gebaut. 1952 baute man vier Lokomotiven vom Typ Nsg 2 a. Diese hatte einen auf 30 PS (22 kW) gedrosselten Motor vom Typ EM 4-15, welcher ebenfalls mit Druckluft gestartet wurde. Für das Mansfeldkombinat produzierte man 1953 (?) vier Exemplare vom Typ Nsg 2 M. Alle drei Lokomotivtypen waren für Spurweiten von 500 bis 630 mm ausgelegt und schlagwettergeschützt. Das Foto zeigt den ersten Prototyp.

## Erhaltene Exemplare
Eine LKM Ns 2f ist betriebsfähig bei der Parkeisenbahn Cottbus erhalten. Die 30-PS-Lokomotive wurde 1955 unter der Fabriknummer 248668 bei LKM in Babelsberg gebaut. Sie war bis 1990 bei der Werkbahn des Feuerfestwerkes Rietschen im Einsatz und ist nach Restaurierung seit 1995 im Bestand der Parkeisenbahn. Ein erhaltenes Unikat ist die ebenfalls bei der Parkeisenbahn Cottbus beheimatete, mit der Fabriknummer 248448 gebaute Lokomotive. Sie wurde 1957 im RAW Dessau auf eine Achsfolge 1B umgebaut. Ein weiteres Exemplar ist unter Betriebsnummer 37 im Feldbahnmuseum Oekoven betriebsfähig erhalten. Die Lokomotive mit der Fabriknummer 262046 ist mit einem IFA 2VD 14 Motor (39 PS) ausgestattet und wurde 1958 gebaut. Zwei weitere Exemplare sind betriebsfähig bei der Parkeisenbahn Wuhlheide erhalten. Sie besitzen ebenfalls eine elektrische Anlage zum Anlassen und für die Funktion des Lichts. Die beiden Lokomotiven V4 "Siegfried" und V5 "Kriemhild" stammen beide aus der Ziegelei Plau am See in Mecklenburg und kommen derzeit nur im innerbetrieblichen Verkehr zum Einsatz. Eine Zulassung für eine der beiden Ns2´s ist in Planung.